# Goereese sluis
De Goereese sluis is een sluis voor de scheepvaart tussen de Noordzee en het Haringvliet bij de plaats Stellendam in de Nederlandse provincie Zuid-Holland.
Na de watersnoodramp van 1953 is in het kader van het Deltaplan de Haringvlietdam gebouwd in de monding van het Haringvliet. Aan de westzijde van het Haringvliet liggen de Haringvlietdam en de Haringvlietsluizen met zeventien spuisluizen. Het scheepvaartverkeer bij de Haringvlietsluizen vindt zijn doorgang via de Goereese Sluis. Dit is een sluiskolk aan de zuidzijde van de kering. De afmetingen van deze schutsluis zijn zodanig gekozen dat de meeste grote bakken, drijvende kranen, zuigers en baggermolens kunnen passeren. De schutlengte is 144,5 m, terwijl de sluis een breedte heeft van 16,0 m. De drempel van de sluis ligt op NAP -5,0 m, zodat ook tijdens de laagwaterperiode vaartuigen met een diepgang van circa 3,50 m de sluis kunnen passeren.

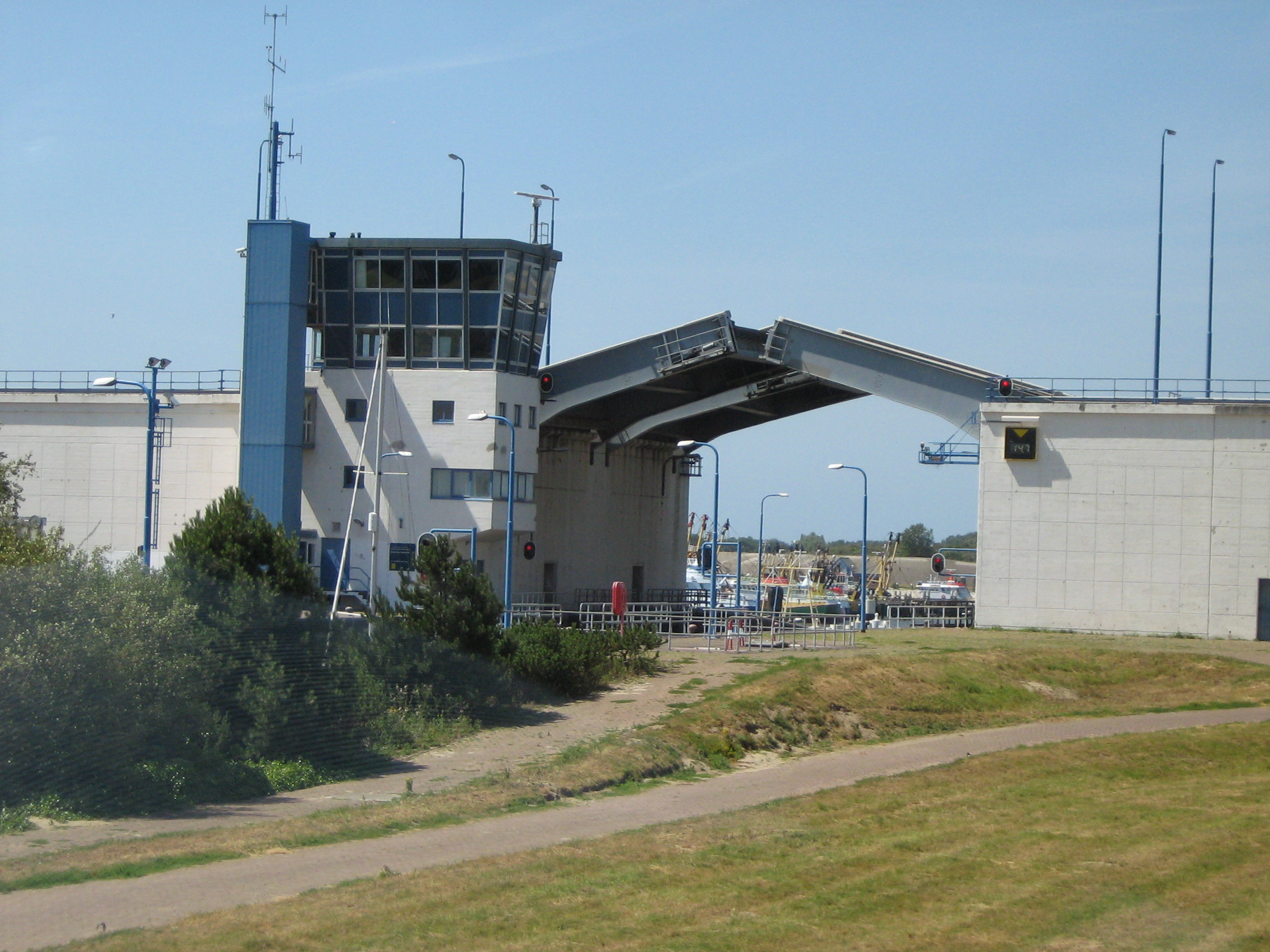
Brug in de N57 over Goereese Sluis

Over de sluis liggen twee basculebruggen, de ene in de N57 (Dammenroute) de tweede in de lokale weg "Deltahaven".